# Lorinza Harrington
Lorinza "Junior" Harrington Jr (nacido el 2 de octubre de 1980 en Wagram, Carolina del Norte) es un exjugador de baloncesto estadounidense.

## Carrera
Procedente de la Universidad de Wingate, Harrington firmó con Denver Nuggets tras no ser drafteado en 2002. Disputó los 82 partidos de la temporada y promedió 5.1 puntos, 3 rebotes y 3.4 asistencias en unos Nuggets que firmaron el penoso balance de 17-65.
Posteriormente, jugó en Dakota Wizards de la NBDL, en la CBA y en Ucrania antes de recalar de nuevo en la NBA, concretamente en New Orleans Hornets. En la temporada 2005-06 jugó en la Liga ACB, en Pamesa Valencia.
En febrero de 2007, firmó un contrato con Memphis Grizzlies.